# Phygopoides pradosiae
Phygopoides pradosiae é uma espécie de besouro da família Cerambycidae. Foi descrita por Penaherrera-Leiva e Tavakilian em 2003.